# Acte solennel de la Déclaration d'indépendance de l'Amérique septentrionale

Territoire de l'Amérique septentrionale déclarée indépendante.

 (avril 2015).
Si vous disposez d'ouvrages ou d'articles de référence ou si vous connaissez des sites web de qualité traitant du thème abordé ici, merci de compléter l'article en donnant les références utiles à sa vérifiabilité et en les liant à la section « Notes et références ».
L'Acte solennel de la Déclaration d'indépendance de l'Amérique septentrionale (espagnol : Acta Solemne de la Declaración de Independencia de la América Septentrional) est le premier document qui proclame la séparation de la Nouvelle-Espagne de la métropole espagnole, pour établir le Mexique. Il fut signé le 6 novembre 1813, par les députés du Congrès de Anáhuac, organisé par le général José María Morelos dans la ville d'Oaxaca au mois de juin de la même année, et plus tard installé dans la ville de Chilpancingo le 13 septembre.
Cet acte recueille certains des principaux soulèvements politiques contenues dans les Sentiments de la Nation (Sentimientos de la Nación), un document lu par José María Morelos le 14 septembre devant les députés des provinces libérés du sud de la Nouvelle-Espagne.
Ce document indique que vu les circonstances en Europe - l'occupation de l'Espagne par l'armée napoléonienne - l'Amérique retrouve la souveraineté qui lui a été usurpée, bien que sans indiquer de quelle manière. Par conséquent, l'union entre les colonies d'outre-mer et la métropole était dissoute. De même, il reconnait la religion catholique comme unique religion de la nation dans les territoires américains, et définit les peines pour les personnes qui violent la guerre d'indépendance ou pour ceux qui refuseraient de la soutenir financièrement.
Il fut signé par :
- Andrés Quintana Roo
- Ignacio López Rayón
- José Manuel de Herrera
- Carlos María Bustamante
- José Sixto Verduzco
- José María Liceaga
- Cornelio Ortiz de Zárate